# Unicodeblock Koptische Zahlzeichen
Der Unicodeblock Koptische Zahlzeichen (englisch: Coptic epact numbers, U+102E0 bis U+102FF) enthält zusätzliche koptische Zahlzeichen, die hauptsächlich im Bohairischen genutzt wurden.

## Tabelle
Das Zeichen U+102E0 hat die allgemeine Kategorie und bidirektionale Klasse „Markierung ohne Extrabreite“, alle anderen die Kategorie „anderes Zahlzeichen“ und die Klasse „europäische Zahl“.
| Unicodenummer   | Zeichen (400 %) | Offizielle Bezeichnung            | Beschreibung                 |
| --------------- | --------------- | --------------------------------- | ---------------------------- |
| U+102E0 (66272) | 𐋠                | COPTIC EPACT THOUSANDS MARK       | Koptischer Tausendertrenner  |
| U+102E1 (66273) | 𐋡               | COPTIC EPACT DIGIT ONE            | Koptische Ziffer Eins        |
| U+102E2 (66274) | 𐋢               | COPTIC EPACT DIGIT TWO            | Koptische Ziffer Zwei        |
| U+102E3 (66275) | 𐋣               | COPTIC EPACT DIGIT THREE          | Koptische Ziffer Drei        |
| U+102E4 (66276) | 𐋤               | COPTIC EPACT DIGIT FOUR           | Koptische Ziffer Vier        |
| U+102E5 (66277) | 𐋥               | COPTIC EPACT DIGIT FIVE           | Koptische Ziffer Fünf        |
| U+102E6 (66278) | 𐋦               | COPTIC EPACT DIGIT SIX            | Koptische Ziffer Sechs       |
| U+102E7 (66279) | 𐋧               | COPTIC EPACT DIGIT SEVEN          | Koptische Ziffer Sieben      |
| U+102E8 (66280) | 𐋨               | COPTIC EPACT DIGIT EIGHT          | Koptische Ziffer Acht        |
| U+102E9 (66281) | 𐋩               | COPTIC EPACT DIGIT NINE           | Koptische Ziffer Neun        |
| U+102EA (66282) | 𐋪               | COPTIC EPACT NUMBER TEN           | Koptische Zahl Zehn          |
| U+102EB (66283) | 𐋫               | COPTIC EPACT NUMBER TWENTY        | Koptische Zahl Zwanzig       |
| U+102EC (66284) | 𐋬               | COPTIC EPACT NUMBER THIRTY        | Koptische Zahl Dreißig       |
| U+102ED (66285) | 𐋭               | COPTIC EPACT NUMBER FORTY         | Koptische Zahl Vierzig       |
| U+102EE (66286) | 𐋮               | COPTIC EPACT NUMBER FIFTY         | Koptische Zahl Fünfzig       |
| U+102EF (66287) | 𐋯               | COPTIC EPACT NUMBER SIXTY         | Koptische Zahl Sechzig       |
| U+102F0 (66288) | 𐋰               | COPTIC EPACT NUMBER SEVENTY       | Koptische Zahl Siebzig       |
| U+102F1 (66289) | 𐋱               | COPTIC EPACT NUMBER EIGHTY        | Koptische Zahl Achtzig       |
| U+102F2 (66290) | 𐋲               | COPTIC EPACT NUMBER NINETY        | Koptische Zahl Neunzig       |
| U+102F3 (66291) | 𐋳               | COPTIC EPACT NUMBER ONE HUNDRED   | Koptische Zahl Einhundert    |
| U+102F4 (66292) | 𐋴               | COPTIC EPACT NUMBER TWO HUNDRED   | Koptische Zahl Zweihundert   |
| U+102F5 (66293) | 𐋵               | COPTIC EPACT NUMBER THREE HUNDRED | Koptische Zahl Dreihundert   |
| U+102F6 (66294) | 𐋶               | COPTIC EPACT NUMBER FOUR HUNDRED  | Koptische Zahl Vierhundert   |
| U+102F7 (66295) | 𐋷               | COPTIC EPACT NUMBER FIVE HUNDRED  | Koptische Zahl Fünfhundert   |
| U+102F8 (66296) | 𐋸               | COPTIC EPACT NUMBER SIX HUNDRED   | Koptische Zahl Sechshundert  |
| U+102F9 (66297) | 𐋹               | COPTIC EPACT NUMBER SEVEN HUNDRED | Koptische Zahl Siebenhundert |
| U+102FA (66298) | 𐋺               | COPTIC EPACT NUMBER EIGHT HUNDRED | Koptische Zahl Achthundert   |
| U+102FB (66299) | 𐋻               | COPTIC EPACT NUMBER NINE HUNDRED  | Koptische Zahl Neunhundert   |